# Gouménissa
Gouménissa är en ort i Grekland.   Den ligger i prefekturen Nomós Kilkís och regionen Mellersta Makedonien, i den norra delen av landet, 300 km norr om huvudstaden Aten. Gouménissa ligger 234 meter över havet och antalet invånare är 4 010.
Terrängen runt Gouménissa är varierad, och sluttar österut.Runt Gouménissa är det ganska tätbefolkat, med 120 invånare per kvadratkilometer. Närmaste större samhälle är Giannitsá, 17,5 km söder om Gouménissa. Trakten runt Gouménissa består till största delen av jordbruksmark.